# 淫乱书生
《淫乱书生》（：／）为2006年上映的韩国古装喜剧片，由电影《情事》、《醜聞》的编剧金大佑执导，韩石圭、李凡秀、金玟廷主演。

## 剧情介紹
尹書出身於極富名望的士大夫之家，也是當代最有名的文學家，對於追求權位的生活開始感到厭倦，黨派之間的鬥爭也感覺無聊，尤其突然因為反對黨而陷入讓他心煩的事件。在一次的外出中，他在商業街看到有生以來的第一本「淫書」，當下感到莫名的興奮，也興起想要寫出全國最偉大的淫書的念頭。
他以秋月色為筆名開始創作，爲了完成史上最精采的淫書，他找上惡名昭彰的世代宿敵義禁府都事光憲幫他畫書裡的插畫。光憲不但沒有拒絕他的提議，還跟尹書一起沉迷於淫亂小說的創作上，既美麗又充滿文采的文字與充滿魅力的畫結合，簡直是錦上添花、畫龍點睛。兩個人完全忘記身為貴族該有的檢點，完美的淫亂合作創作出最好的作品，並憑藉貴族搭檔完成的作品成為長安最熱門的話題。

## 演員陣容

### 主要人物
- 韓石圭 饰演 金尹書
- 李凡秀 饰演 義禁府都事光憲
- 金玟廷 饰演 鄭彬

### 其他人物
- 吳達庶 饰演 黄家
- 金雷夏 饰演 赵内侍
- 安內相 饰演 王
- 金基賢 饰演 手抄匠人
- 禹賢 饰演 临摹匠人
- 金秉玉 饰演 左議政
- 全寿换 饰演 上级者
- 尹尚华 饰演 施术宦官
- 延宝罗 饰演 尚宫
- 郑仁基 饰演 同僚
- 陈庆 饰演 尹书的母亲
- 崔钟律 饰演 老人1
- 权五镇 饰演 老人2
- 琴東賢 饰演 老人3
- 崔武成 饰演 商人1
- 羅美蘭 饰演 夫人1
- 赵莲 饰演 夫人2
- 姜贤重 饰演 黑衣蒙面人1
- 朴赫權 饰演 五罗庄
- 崔洛熙 饰演 犯人
- 张南烈 饰演 管理2
- 崔交植 饰演 下人
- 具本林 饰演 光宪的妾室
- 金江日 饰演 御用画师
- 赵贤宇 饰演 路过的男子

### 友情出演
- 明鲁镇 饰演 业者
- 林亨泽 饰演 医员

### 特別出演
- 李順載 饰演 尹書的父親
- 吳泰京 饰演 政书

## 奖项荣誉
| 年份   | 颁奖礼                     | 奖项                  | 入围者         | 结果 | 参考 |
| ------ | -------------------------- | --------------------- | -------------- | ---- | ---- |
| 2006年 | 第43届大鐘獎               | 最佳服装设计          | 郑敬熙         | 獲獎 |      |
| 2006年 | 第5届大韩民国电影大奖      | 最佳美术指导          | 曹近铉         | 獲獎 |      |
| 2006年 | 第42屆百想藝術大獎         | 电影部门 最佳新人导演 | 金大佑         | 獲獎 |      |
| 2006年 | 第27届青龍電影獎           | 最佳美术指导          | 曹近铉、洪珠熙 | 獲獎 |      |
| 2006年 | 第26届韩国电影评论家协会奖 | 最佳剧本              | 金大佑         | 獲獎 |      |
| 2006年 | 第26届韩国电影评论家协会奖 | 最佳新人导演          | 金大佑         | 獲獎 |      |
| 2006年 | 第26届韩国电影评论家协会奖 | 最佳美术指导          | 曹近铉         | 獲獎 |      |